# Østpreussen
 Der er for få eller ingen kildehenvisninger i denne artikel, hvilket er et problem. Du kan hjælpe ved at angive troværdige kilder til de påstande, som fremføres i artiklen.

Østpreussen (tysk: Ostpreußen, polsk: Prusy Wschodnie, russisk: Востoчная Пруссия) var indtil 1945 en tysk provins mellem floderne Weichsel og Memel. Hovedstaden var Königsberg. Området er i dag delt mellem Polen og Rusland.

## Historie
I 1231 grundlagde den Tyske Orden en stat i området ved at besejre den preussiske urbefolkning i en række korstog. I det 15. århundrede blev landet et polsk len.

### Under Brandenburg
Østpreussen var hertugdømme fra 1525. I 1618 tilfaldt provinsen Brandenburg. 1629—35 indgik Østpreussen delvis i det svenske generalguvernement Preussen og stod 1656 under svensk overhøjhed. 1657 og 1660 fik den store kurfyrste det anerkendt som suverænt land. Hans søn, kurfyrst Frederik 3. af Brandenburg, døbte 1701 det kongerige, som han havde skabt, Preussen, og landet var til 1918 en del af kongeriget Preussen. Østpreussen blev i 1878 skabt som en provins af den østlige del af den tidligere provins Preussen.

### Mellemkrigstiden (1918-1945)
Under 1. verdenskrig var Østpreussen krigsskueplads 17. august-15. september 1914 og 12. november 1914-14. februar 1915. Efter 1. verdenskrig blev landets grænser forandret: ifølge fredstraktaten i Versailles måtte Tyskland afstå Memelområdet (i alt 1.088,4 km2 med omkring 62.000 indbyggere) til Litauen, til hvilket land ligeledes blev afgivet 1.568,3 km2 med 79.266 indbyggere af regeringsdistriktet Gumbinnen.[kilde mangler] Versaillesfreden bestemte endvidere, at 12.395 km2 med (1919) 577.000 indbyggere i de sydlige grænseegne ved afstemning skulle tilkendegive ønske om tilslutning til Polen eller til Tyskland. Afstemningsområdet omfattede kredsene Allenstein, Osterode, Ortelsburg, Johannisburg, Lych, Lötzen og Marggrabowa: den sydlige del af Ermland og Masurien. Afstemningen fandt sted den 11. juli 1920, og 97,5 % stemte for Tyskland, men kun 2,5 % for Polen. Den 12. februar 1920 var forvaltningen blevet overtaget af en interallieret kommission og blev atter overgivet til de tyske myndigheder den 16. august 1920. Til Polen blev af regeringsdistriktet Allenstein afstået 501,4 km2 med 24.000 indbyggere (egnen omkring Soldau). Af det tidligere Vestpreussen blev de tyske dele øst for Weichsel, nemlig kredsene Marienwerder, Marienburg og Elbing optaget som et regeringsdistrikt Vestpreussen under Østpreussen. 1918-1939 var Østpreussen adskilt fra det øvrige Tyskland af Den Polske Korridor.
Østpreussen var Tysklands kornkammer. Området havde en stor landbrugsproduktion, der især havde afsætning i de tæt befolkede områder i det vestlige Tyskland.

### 2. verdenskrig og tiden derefter (1945- )
Da Den Røde Hær i januar 1945 satte det endelige angreb ind mod Østpreussen, flygtede millioner af tyskere vestpå. Under flugten omkom et ukendt antal mennesker, primært gamle, kvinder og børn. Flugten foregik for de flestes vedkommende til fods i vinterkulde til mere sikre områder i primært Slesvig-Holsten, Mecklenburg og Niedersachsen.
Under Potsdamkonferencen efter 2. verdenskrig blev området delt, sådan at den sydlige del tilfaldt Polen, mens den nordlige del blev et sovjetisk landområde, hvor den gamle hovedstad, Königsberg, i 1946 blev omdøbt til Kaliningrad efter den sovjetiske præsident Mikhail Kalinin. Østpreussen havde før 2. verdenskrig cirka 3,5 millioner indbyggere, 96 % var tyske, resten polakker, litauer eller masurer.
I Sovjetunionen var det nordlige område et vigtigt strategisk område med militære anlæg ved Østersøen, og adgang var ikke tilladt for ikke Sovjet-borgere. Efter Sovjetunionens sammenbrud er området forblevet en del af Rusland. 
54°43′N 20°31′Ø / 54.71°N 20.51°Ø